# Zīrī ibn Manād
Zīrī ibn Manād al-Himyarī as-Sanhādschī (arabisch زيري بن مناد الحميري الصنهاجي, DMG Zīrī b. Manād al-Ḥimyarī aṣ-Ṣanhāǧī; † 971) war Begründer der Ziridendynastie im Maghreb.

## Leben
Ziri ibn Manad war Führer der berberischen Ziriden und erkämpfte sich zunächst die Führerschaft unter den Sanhadscha im mittleren Maghreb/Algerien. Als treuer Verbündeter der Fatimiden schlug er auch den Aufstand des Abu Yazid (943–947) nieder. Dafür wurde Ziri ibn Manad zum Statthalter der westlichen Provinzen ernannt, wobei sein Herrschaftsgebiet ungefähr das heutige Algerien nördlich der Sahara umfasste.
Südlich von Algier ließ Ziri ibn Manad seit 935 die Residenz Aschir errichten, wobei er von den Fatimiden mit Handwerkern und Architekten unterstützt wurde. Sein Sohn Buluggin ibn Ziri gründete noch unter seiner Herrschaft die Städte Algier, Miliana und Medea (Lamdiya) neu bzw. veranlasste den Wiederaufbau der zerstörten Siedlungen.
Ziri ibn Manad fiel 971 bei Kämpfen gegen die abtrünnigen Berberstämme in Marokko. Nachfolger als Statthalter wurde sein Sohn Buluqqin ibn Ziri, der 972 auch Vizekönig von Ifrīqiya wurde (972–984), als die Fatimiden ihren Hauptsitz nach Ägypten verlegten.